# Värmeböljan på norra halvklotet 2010
Värmeböljan på norra halvklotet 2010 var en lång period med varmt väder framförallt över östra Europa, norra Nordamerika och nordasien. Orsaken tros vara väderfenomenet El Niño som gav sydöstra Asien och Sydamerika kraftiga regn och översvämningar, framförallt i Pakistan under julimånad, vilket påverkade att norra delen av norra halvklotet istället fick extremt varmt väder. Även Sverige fick mellan slutet av juni-julimånad en värmebölja med temperaturer över 30 grader. Mest drabbat var klart östra Europa där temperaturen i ryska huvudstaden nådde mellan 35 och 40 plusgrader, samt orsakade kráftiga och långvariga skogsbränder i skog och mark. 

## Juni
I junimånad hade den riktigt varma luften med uppemot 25-30 grader lagt sig över östra och södra Europa samt Tyskland, medan de västra delarna hade mera lågtrycksbetonat väder. Temperaturerna var också för årstiden relativt blygsamma. I Skandinavien låg de på i huvudsak mellan 15 och 17 grader. I Spanien och Frankrike förekom kraftiga regn som på vissa håll gav översvämningar eller rekordstora mängder. Redan runt månadens mitt började varmluften att avancera västerut och gav sommarväder på Iberiska halvön, vilket det tidigare ej hade varit. Runt midsommarhelgen kom varmluften att avancera mot Skandinaviska halvön, med en början i nordost. Sakta men säkert tryckte även varmluft på från kontinenten vilket som småningom gav högsommarvärme i större delen av landet. Den värmen höll sedan i sig över hela kontinenten månaden ut. Men sedan skulle dock julimånad visa sig bli ännu varmare.

## Juli

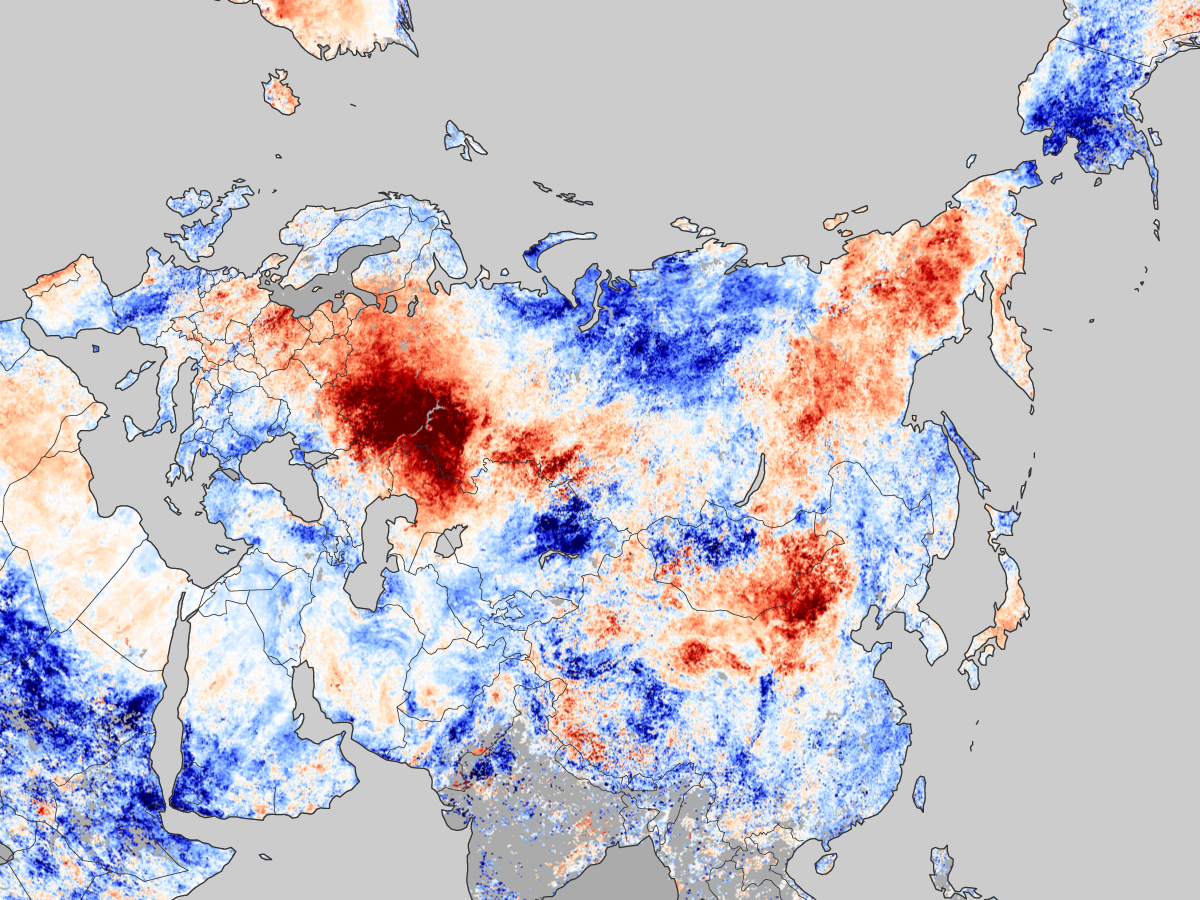
Kartan visar temperaturavvikelser från det normala i slutet av juli 2010. Den kraftiga värmeböljan över västra Ryssland syns som mörkrött på kartan.

Under julimånad hade värmeböljan brett ut sig över hela Europa och Nordamerika. I västra och södra Ryssland började temperaturen emellertid att stiga ovanligt snabbt. Runt Moskva började temperaturer på över 35 grader att uppmätas, och en bit senare i månaden började kraftiga bränder att uppstå av hettan. I den sydryska staden Groznyj uppmättes en temperatur på 45,5 plusgrader. I södra Europa var det också varmt, men inte fullt så varmt som tidigare somrarna 2007 respektive 2003. På SMHI utlystes värmevarningar för många områden i Europa, och även Sverige hade mycket varmt väder. I Skåne uppmättes under värmeböljans glansdagar hela 34 grader och ännu dagen därpå hela 35 grader i den klassiska värmeorten, småländska Målilla, som avslutade den extrema värmeböljan i Sverige, samt vilket är rekord för landet sedan 1994. Även i Finland uppmättes mycket höga temperaturer, och i Joensuu i östra Finland uppmättes hela 37,2 grader, vilket är nytt nationsrekord där. I Ryssland blev läget allt allvarligare och brandröken från de omgivande bränderna i många byar lade sig som en tjock dimma över Moskva, vilket gjorde att nattemperaturen ej sjönk under 20-grader, vilket är ovanligt för Moskva så långt in i landet. Torkan och bränderna gjorde också att skördernas intäkt skulle bli betydligt sämre än beräknat, vilket ledde till att priserna på spannmål höjdes rejält. Ett drygt 300-tal människor beräknades ha omkommit i de kraftiga bränderna och i den svåra hettan.

## Augusti
De två första veckorna hade värmen greppet om östra Europa, medan det i västra Europa hade blivit svalare i samband med att man hamnade i en situation mellan mycket varm luft i öster och svalare luft i väster, vilket gav stora nederbördsmängder. I Ukraina rapporterades hela 41 grader i Kiev i mitten av månaden. Brandröken runt Moskva började dock att hejdas, och i mitten av augustimånad var Moskva fritt från brandrök igen. Framåt slutet av månaden började dock värmen att sakta men säkert klinga av och de sista veckorna var hela Moskvaområdet skonat från brandrisk och det blev betydligt svalare. I t. ex Moskva var det knappt 19 grader en dag. När hösten sedan sjöngs in kunde man konstatera att denna sommar var den varmaste som hade registrerats i Ryssland någonsin. 

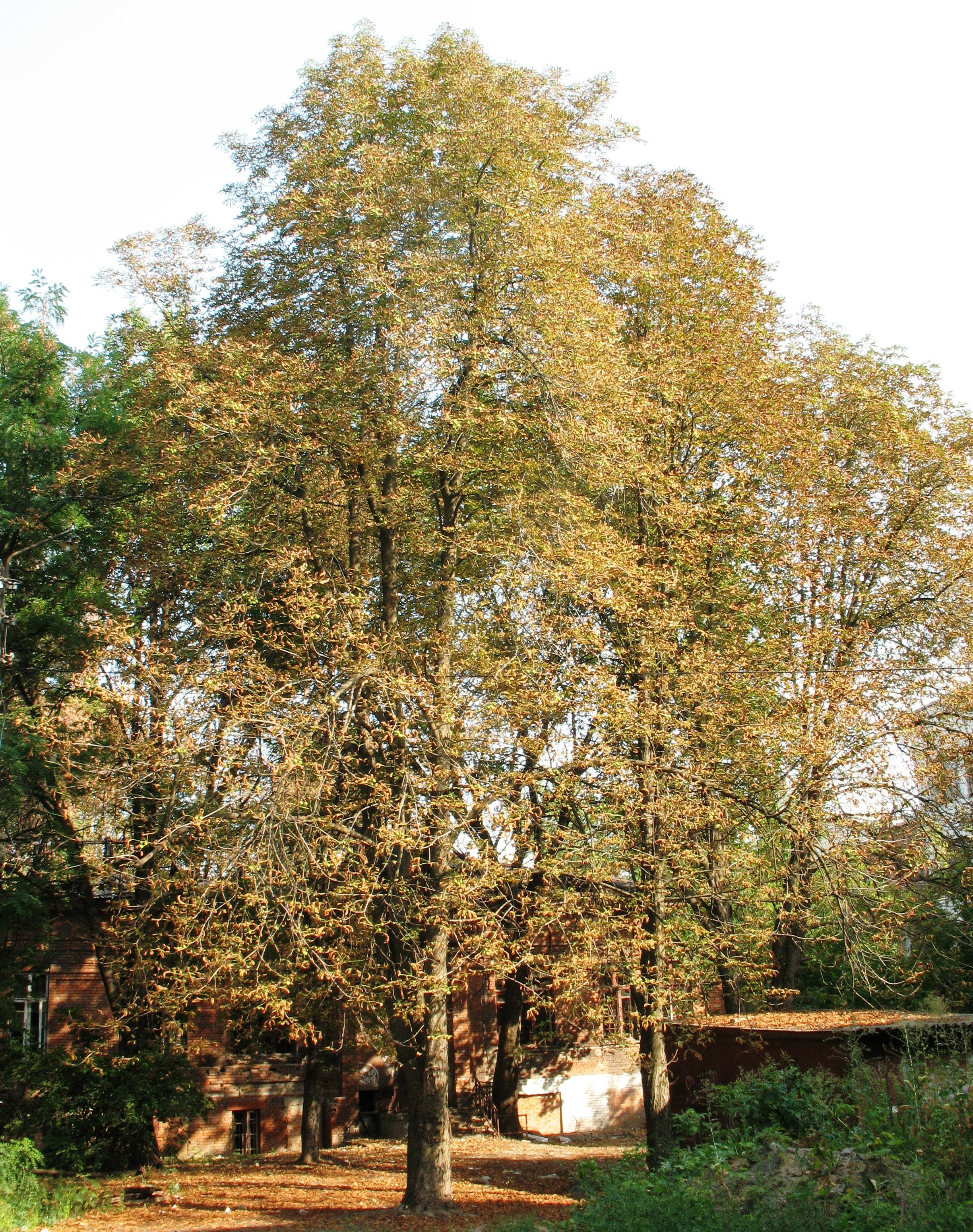
Chestnuts.
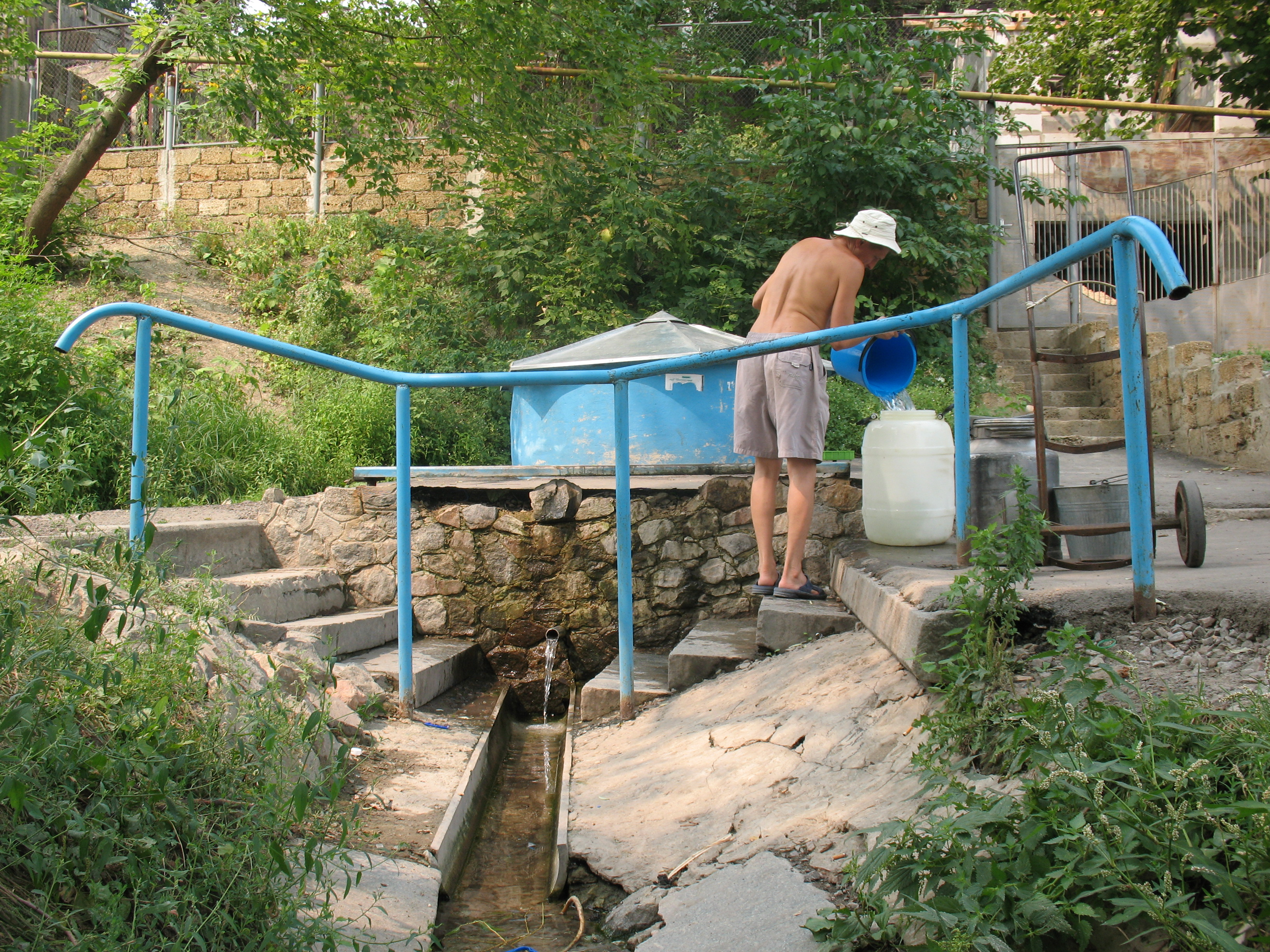
Personer.
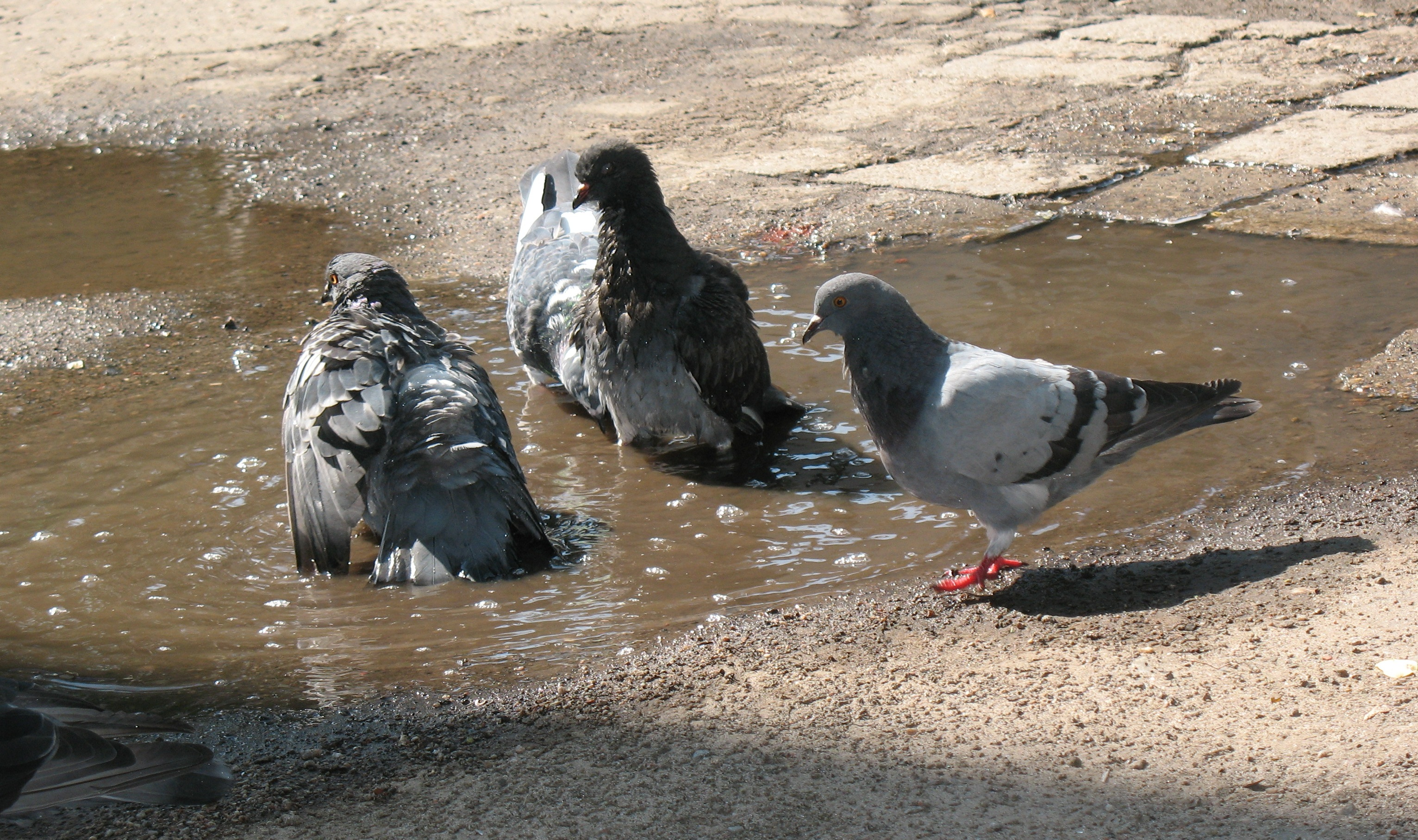
Duvor.
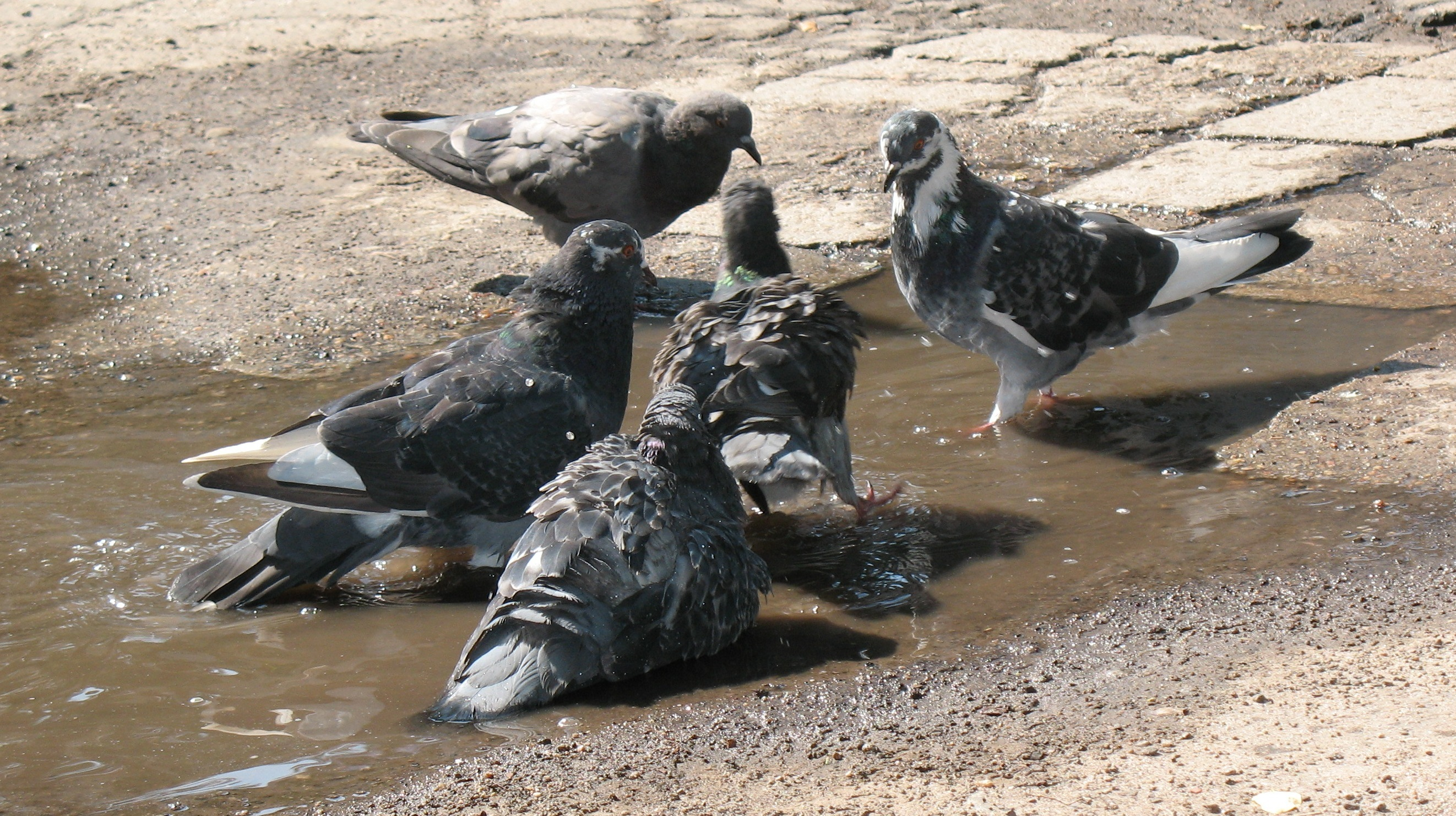
Varmt väder sommaren 2010.

## Effekter
Effekterna på framförallt spannmålsskördarna märktes tydligt. Hettan och torkan kombinerat med bränderna gjorde att skörden blev betydligt sämre än beräknat. I brändernas härja beräknades även ett 300-tal människor ha mist livet när lågorna och brandröken skördade by efter by. I Sverige märktes det mest genom att det blev ett dåligt bärår, framförallt i de sydöstra delarna. Även i Sverige förekom det skogsbränder och särskilt stor var brandrisken i västra Skåne.  Men värmen orsakade inte bara torka. I samband med att svalare luft mötte varm luft bildades kraftiga regnmoln och i delar av västra Europa föll rekordstora regnmängder sedan 1946. T. ex drabbades delar av Centraleuropa av kraftiga regn som orsakade översvämningar i floder och bäckar. Detta regn drog även upp över södra Götaland vilket gav mycket regn som lokalt orsakade översvämningar i Trelleborg och Vellinge i källarrum. Även västkusten drabbades av översvämningar och i både Göteborg och Örebro av vattenfyllda marker. Sammanfattat blev det både en rekordhet och nederbördsrik sommar.